# Épilation
 (septembre 2023).

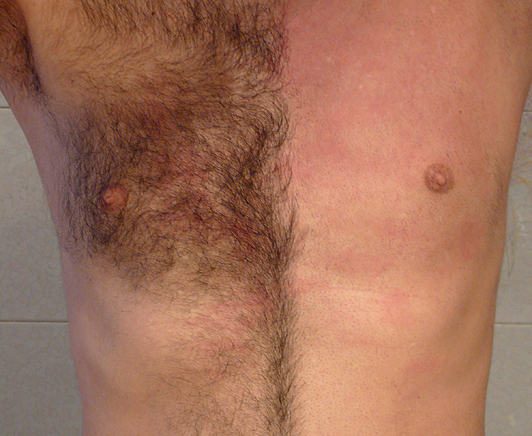
Torse d'homme à demi épilé.

L’épilation consiste à enlever, temporairement ou définitivement, les poils de la peau humaine. Elle peut concerner toutes les parties du corps, des plus visibles (visage, jambes, bras, etc.) jusqu'aux plus intimes (poils pubiens…).
Les raisons invoquées sont nombreuses et varient selon les cas, les cultures, les classes sociales et les époques, allant de critères religieux,, ou de signes identitaires,, à la contrainte sociale et l'intériorisation de normes de beauté, ou encore de confort, d'hygiène (lutte contre les poux et poux du pubis ou teignes) ou invoquant la mode ou les traditions ethniques,.
L'épilation se pratique au moyen de pinces à épiler (brucelles), rasoir, adhésifs épilatoires, produits chimiques, rayons X, épilation électrique, épilation laser, inhibiteur de pousse ou de repousse du poil.

## Pilosité humaine

Distribution de la pilosité chez la femme et l'homme. Seuls les poils terminaux sont représentés (sauf ceux des aisselles de la femme) : le duvet, plus fin, recouvre la quasi-totalité du corps.

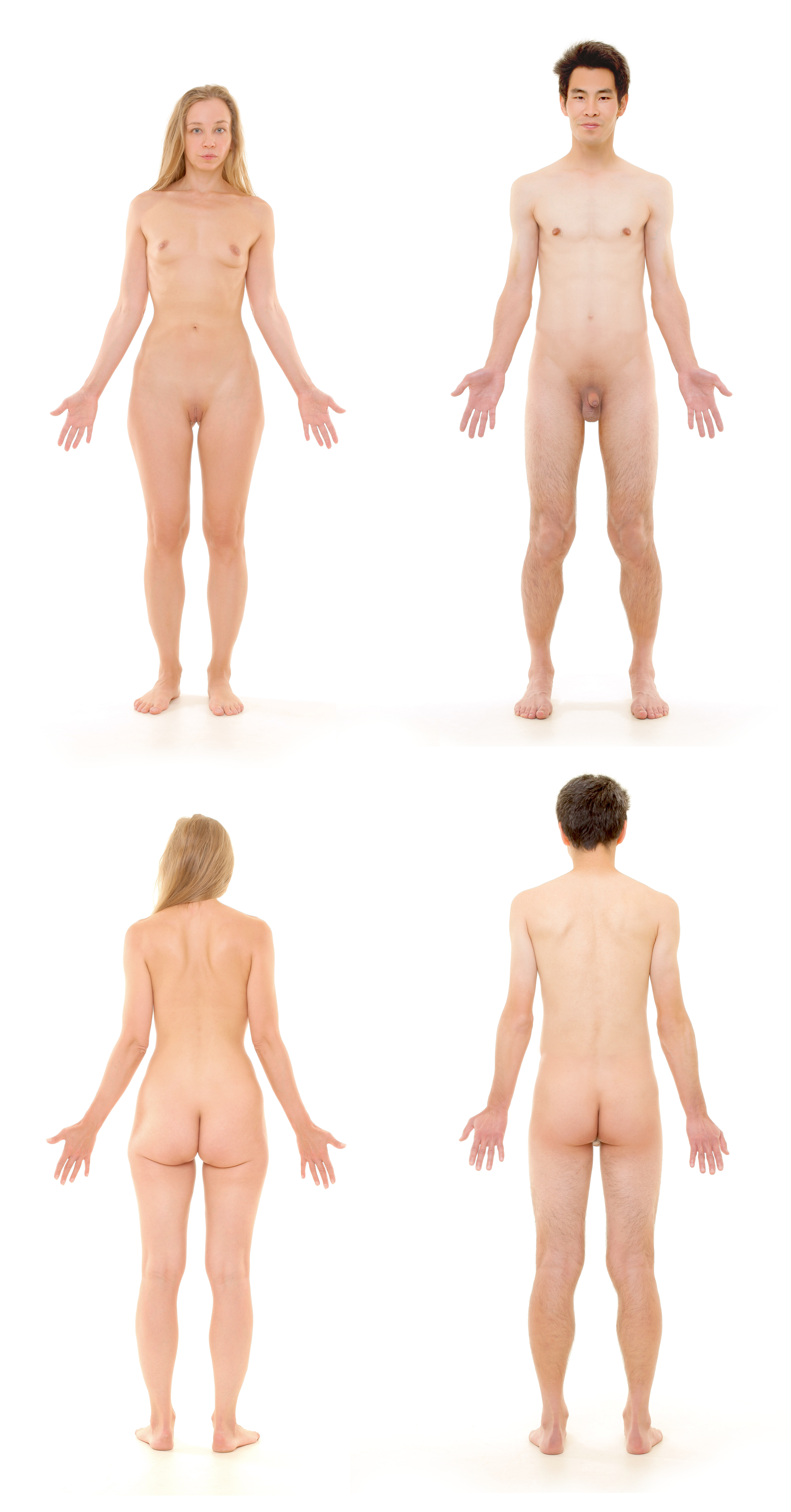
Corps humains nus, féminin (rasé aux aisselles, au pubis et aux jambes), et masculin (cheveux coupés court, rasé aux joues, au menton, aux aisselles et au pubis), de face et de dos.

## Épilation selon les époques et les sociétés

### Préhistoire
Contrairement à une idée répandue aux XIXe et XXe siècles, l'homme préhistorique n'était pas couvert de poils et quelques indices pour les périodes récentes (âge du métal) laissent penser que le rasage ou l'épilation à la pince était connu et pratiqué.[réf. nécessaire]

### Antiquité

#### Égypte antique
Dans l'Égypte antique, les hommes et les femmes s'épilaient avec des pinces à épiler, des pierres ponces, de la cire d'abeille ou à base de sucre. L'épilation intégrale des prêtres avant d'entrer dans les temples était signe de pureté.

#### Grèce antique
L'épilation pubienne était de mise pour les femmes de l'antiquité grecque classique, à Athènes notamment, dans l'optique selon Aristophane d'éviter tout ce qui pourrait les rendre semblables aux hommes. L'expression ή δεινή άκανθα (l'épine douloureuse) (Anthologie Palatine, XI 329,2) faisait allusion aux petits poils durs qui repoussent après l'épilation. Selon G. Cootjans : 

« À l'opposé des hommes, beaucoup de femmes grecques préféraient le pubis glabre. En témoignent les statues de l'Antiquité dont le sexe de l'homme adulte est souvent couvert de sa toison naturelle, tandis que celui de la femme est toujours lisse et poli. »

Les femmes grecques assez riches pour cela faisaient appel à des épileuses (ή παρατίλτρια), métier évoqué dans un édit pris par les éphores de Sparte à la demande d'Apollonios de Tyane afin de les chasser des bains publics.
Trois méthodes d'épilation sont citées par les auteurs antiques :
- le brûlage des poils à la flamme d'une lampe à huile (ό λύχνος) ; dans une pièce d'Aristophane, une femme décrit élogieusement sa lampe : « Μόνος δεμηρών εις απορρήτους μυχούς λάμπεις άφεύων την έπανθοϋααν τρίχα ; Seule tu éclaires les secrets recoins de nos cuisses, flambant le poil qui y fleurit »[20] ; et Charles Picard décrit[21] une céramique antique (coupe d'Euphronios) dont le décor représente une femme nue qui, les jambes écartées, utilise une lampe pour brûler les poils de son pubis ;
- le rasoir (Χυρόν)[17] ;
- des produits dépilatoires (ψίλωθρον ψιλόω Δρέπω), dont « pour rester longtemps sans poils au pubis et sans barbe au menton »[22], Galien recommandant pour cet usage la farine de fève[23], mais on utilisait aussi d'autres produits dont des emplâtres à base de poix (το δρώπαξ ; du verbe δρέπω, cueillir)[17].

Kilmer Martin s'oppose en 1982 aux interprétations de Philip Eliot Slater (1968) et avance des arguments laissant penser que les deux principaux moyens épilatoires utilisés en Grèce ancienne pour traiter la région pubienne (arrachage et brûlage à la lampe) ne visaient pas à rendre entièrement glabre les organes génitaux mais donner forme aux poils pubiens. P Chuvin en 1985 conteste aussi l'idée de phobie du poil pubien émise par Philip Eliot Slater ; pour lui l’épilation des femmes grecques est un simple fait culturel, qu'il juge cependant plus généralisé et radial que Martin Kilmer.

#### Rome antique
Les Romains s'épilaient après les thermes (le plus souvent les jambes pour les hommes, l'épilation intégrale pour les femmes des classes aisées). Ils connaissaient la pince à épiler dite volsella, et utilisaient comme méthode l'arrachage par l'application de cire d'abeille ou d'épilatoires chimiques sous forme de pâtes dites dropax ou psilothrum à base de poix, d'huile, de résine de pin, de caustiques (chaux vives et sulfure d'arsenic),. Des méthodes physiques étaient employées : « brûlage » à l'aide de coquilles de noix incandescentes, pierre ponce. Enfin, d'autres recettes relevaient du philtre magique (sang de chauve-souris, de poudre de vipère ou de graisse d'âne), plusieurs de ces recettes perdurant jusqu'au Moyen Âge.
Au début de l'ère chrétienne, les Carthaginois connaissaient déjà la pince à épiler et la résine. Tertullien impute ces pratiques à l'influence grecque.

### Moyen Âge
Les traités médicaux latins de la fin de la période médiévale, de Heury de Mondeville, ou Guy de Chauliac présentent plusieurs méthodes d'épilation qui trouvent leur origine dans le monde musulman chez des savants arabes comme Rhazés et Avicenne notamment. Les personnes des classes aisées s'épilent également avec les méthodes romaines.

### Époque moderne

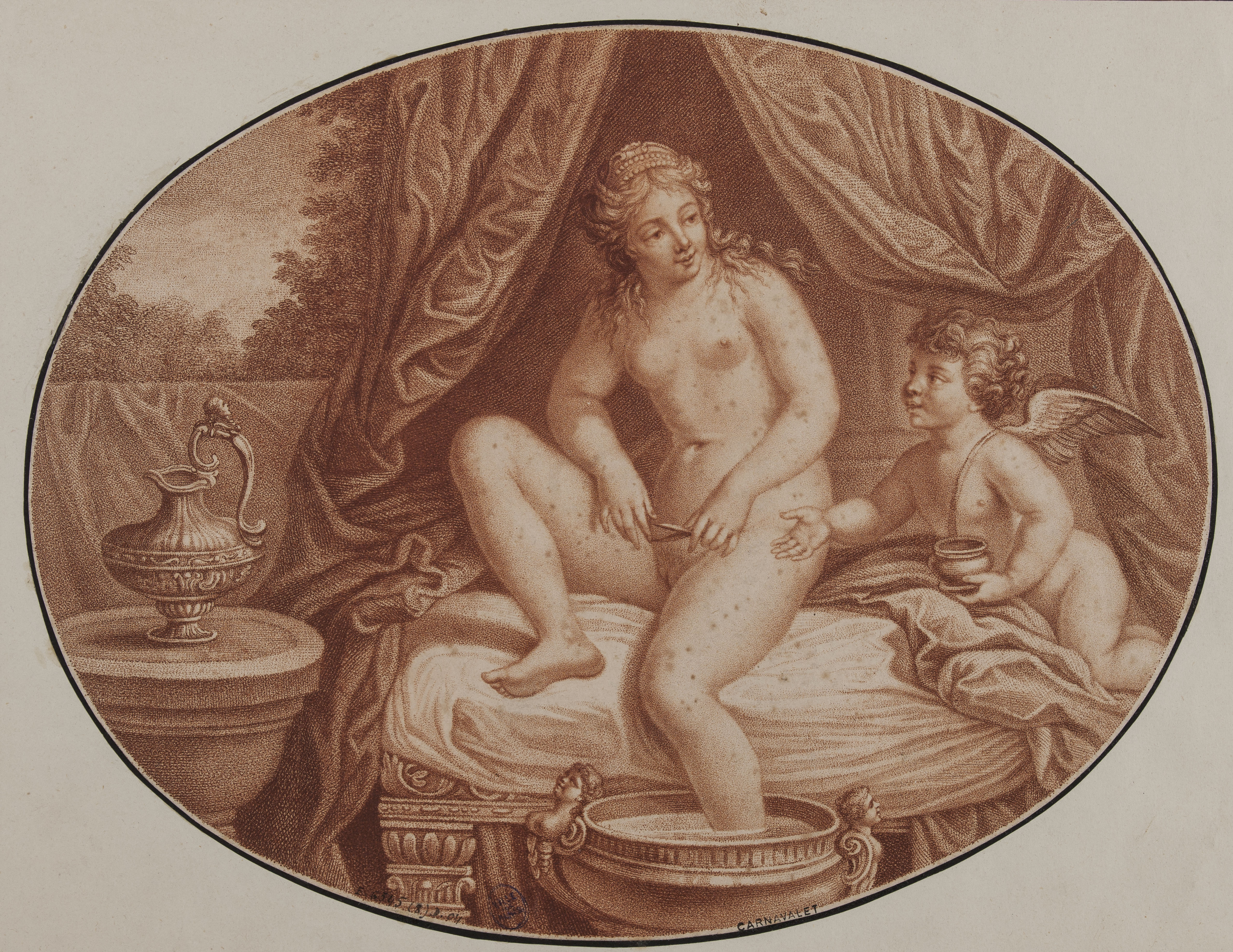
Estampe anonyme du musée Carnavalet montrant une femme nue portant un diadème, s'épilant le pubis sous le regard d'un angelot.

Après la Renaissance, en Occident, les poils pubiens sont associés aux parties du corps désignées comme honteuses par l'Église et par une certaine tradition qui peut remonter à l'Antiquité grecque, mais si De Graaf Regnatus dans son Histoire anatomique des parties génitales de l’homme et de la femme, qui servent à la génération évoque sur les « parties des femmes qui servent à la génération » « les poils de la partie honteuse » en affirmant que la fonction du poil est « principalement de cacher les parties honteuses », il fait aussi remarquer que « les femmes d’Italie et du Levant l’arrachent comme chose malpropre et malséante. »
De nos jours encore, les communautés de moines jaïn pratiquent rituellement l'arrachage à la main de leurs cheveux,.
Concernant les pratiques médicales, longtemps le meilleur traitement des teignes du cuir chevelu a été l'épilation en calotte ou de tous les cheveux, scientifiquement promue (par épilation à la pince) par le Dr Bazin à l'hôpital Saint-Louis de Paris en juillet 1852 (après qu'il a observé la présence de champignons à la racine même du cheveu), avant qu'on ne substitue à ce traitement les rayons X puis des médicaments moins dangereux.
Dans les années 1950, avec M. Cottaz (membre de la ligue naturiste « Vivre ») les naturistes s'interrogent sur l’histoire de l’épilation et ses bienfaits ou méfaits.
Pour Marc-Alain Descamp (1986), sur la base des résultats de premières études statistiques et comparatives faites dès 1972-73 sur les pratiques épilatoires des femmes françaises et marocaines et des points de vue psychologique et social, l'épilation des jambes, des aisselles et pubis participe aussi d'une réinvention du corps.
Dans certaines régions du monde le poil a encore une grande importance identitaire : Obregon (1980) remarque ainsi en étudiant l'importance du poil comme marqueur ethnique en Amérique latine que les Indiens Onas et Alakaluf s'épilent pour se différencier des animaux et « affirmer et préserver ainsi leur humanité par rapport au monde naturel » alors que les métis des zones de frontières (Pérou Mexique) font aussi du poil un facteur de différenciation, mais tout autre : « les femmes non seulement ne s’épilent pas, mais exhibent leurs jambes poilues comme signe de non-indianité. » De nombreux auteurs comme Frédéric Baillette montrent que le cheveu et l'épilation sont aussi des prétextes ou enjeux socio-religieux et socio-politiques et socio-économiques.

#### Épilation comme nouvelle mode ou norme corporelle
En Occident, selon une étude américaine ayant porté sur l'épilation des aisselles et des jambes aux États-Unis depuis son apparition commerciale vers 1915, la mode de l'épilation des aisselles, du pubis et dernièrement du torse a pris récemment une grande vigueur, notamment sous l'effet de la publicité, à partir notamment de campagnes publicitaires entreprises de 1914 à 1945 aux États-Unis insistant sur l'aseptisation du corps et la lutte contre les fluides corporels et leurs odeurs. S. Basow (1991) tire la conclusion d'une étude empirique ayant porté sur 200 femmes salariées nord-américaines que l'épilation est lentement (de 1915 à 1945) devenue indissociable de la féminité aux États-Unis conduisant à un « idéal glabre », norme intériorisée ou subie. Selon elle, les féministes radicales et les femmes non hétérosexuelles sont moins soumises à cette pression et s'épilent moins que les autres mais, beaucoup le faisant cependant par conformité à ce nouveau modèle de la femme, aliénant selon A-S Domenc dont le corps tend à devenir « un support économique, un principe d’intégration (psychologie), et une stratégie (politique) de contrôle social. » M. Tiggemann et J. Kenyon en 1998 craignent que l'épilation en tant que mode contribue à entretenir chez les femmes le sentiment que leur corps naturel est inacceptable ainsi qu'un déficit d'estime de soi (montrant lors d'une étude quantitative faite sur plusieurs centaines de collégiennes (14 ans) et d’étudiantes (22 ans) de type Caucasien en Australie que 92 % de ces jeunes filles et femmes s’épilent les jambes et 91 % les aisselles, « indépendamment de leurs convictions féministes »). Le secteur de l’épilation pesait 2,1 milliards de dollars aux États-Unis en 2011 et une somme équivalente en Grande-Bretagne.
Une étude française de l’IFOP publiée en avril 2014 a montré pour sa part la progression de l’épilation intégrale qui concerne aujourd’hui 14 % des Françaises. L’étude met en lien ces changements avec l’omniprésence de l’épilation intégrale dans l’univers du X dont les contenus se massifient et deviennent plus faciles d’accès. Cette étude met en outre en lumière des clivages générationnels et sociaux cette forme d’épilation est plus pratiquée par les jeunes (45 % des 18-24 ans) que par les personnes plus âgées et par les membres des CSP- (20 %) que par les membres des CSP+ (10%).
Par ailleurs, une partie du milieu du sport et des sportifs, et l'univers du cinéma, de la photographie et de la bande dessinée ont largement valorisé la peau glabre, chez les femmes notamment, tendant à faire de l'épilation une injonction sociale normative non dite.
Pour échapper aux lois de censure qui interdisaient de montrer toute pilosité corporelle pour que l'on ne puisse montrer la zone génitale (code Hays), l'industrie du film pornographique a eu recours à l'épilation. Au Japon la censure a aussi visé la représentation des poils pubiens
Enfin, pour respecter le hadîth, les pays de culture musulmane ayant toujours eu recours à l'épilation corporelle ; la mondialisation des échanges et les mouvements de population ont amené un brassage des influences culturelles qui pourraient également jouer un rôle.

#### Épilation masculine
L'épilation masculine des jambes puis du corps entier est en Occident un phénomène qui semble en développement depuis les années 1990, avec selon M Boroughs & J-K Thompson (2002) des aspects affectifs caractéristiques, les hommes se contentant jusque-là d'adapter la pilosité de leur visage à la mode[réf. nécessaire], en taillant leur barbe et moustache, ou en se rasant plus ou moins totalement.
Ces dernières décennies, la publicité utilise la sensualité de mannequins masculins pour promouvoir des produits tels que parfums, sous-vêtements, etc. La grande majorité[réf. nécessaire] des campagnes de promotion présente des mannequins au corps imberbe ou épilé, allant dans le sens d'une mode de l'épilation masculine intégrale.
Chez les sportifs et notamment dans le cyclisme, la natation, la lutte, le tennis, le football et le rugby, une épilation est conseillée.
En effet, lors d'une pratique sportive dont les équipements vestimentaires sont serrés à la peau (dits « moulants »), le frottement de certains textiles contre l'épiderme peut engendrer une irritation. Sur la peau épilée, les poils ne se prennent alors plus dans les mailles des textiles. C'est pour cette raison que certaines pratiques sportives conseillent une épilation de certaines, voire, toutes les parties du corps. De plus, de nombreux sportifs pratiquent l'électro-stimulation. Afin d'augmenter la durée de vie des électrodes et pour les enlever plus facilement, l'épilation est une solution.

## Types d'épilation

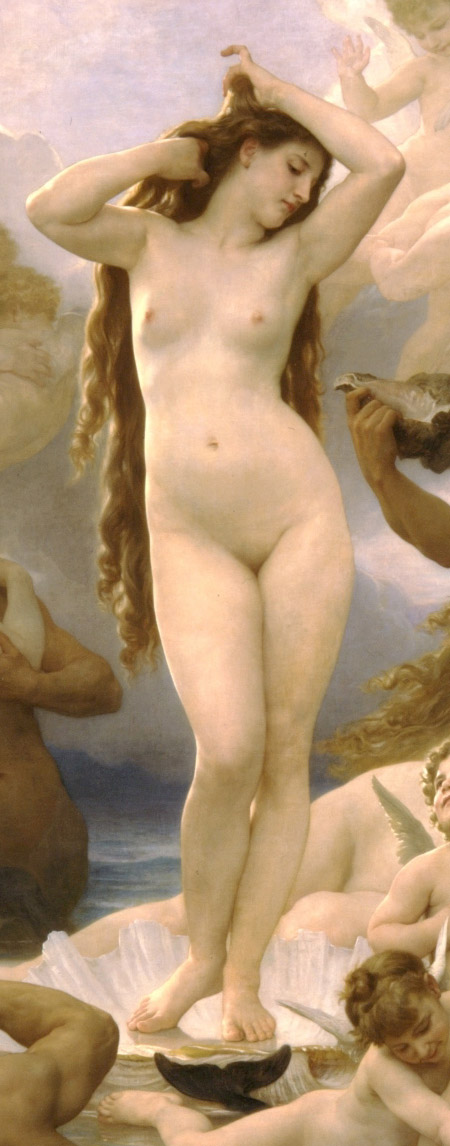
Détail de la Naissance de Vénus de William Bouguereau (1879). À certaines époques, les goûts esthétiques dominants ou une certaine censure font que la peinture et la sculpture ne représentent plus les poils pubiens.

### Épilation du visage
L'épilation du visage permet de provisoirement (ou définitivement par certaines méthodes) supprimer le duvet qui recouvre la peau de parties du visage ou qui apparaissent (Chez les femmes, ces poils fins peuvent fréquemment apparaître sur le menton, les joues et sur la lèvre supérieure. Au moment de la ménopause, les changements hormonaux peuvent développer ce duvet).
L'épilation est aussi utilisée pour les poils qui poussent dans les oreilles, les narines et pour séparer plus nettement les deux sourcils (chez l'homme ou la femme). Elle vise parfois à éviter des rasages réguliers.

### Épilation des jambes
Chez les femmes, la contrainte sociale ou l'intériorisation de normes de beauté pousse à l'épilation des jambes. La diffusion de l'image d'une femme non épilée en Europe est rare, c'est pourquoi on a tendance à s'imaginer que toutes les femmes sont toujours épilées. Certains hommes s'épilent les jambes pour des raisons esthétiques ou pratiques (par exemple, les cyclistes utilisent cette épilation : une plaie faite lors d'une chute est mieux soignable si la personne est épilée).

### Épilation des aisselles
L'épilation des aisselles ne limite pas les mauvaises odeurs mais donne un aspect jugé plus esthétique par certaines sociétés à cette partie du corps. 
De nos jours en Occident et dans les pays musulmans, la plupart des femmes s'épilent ou se rasent les aisselles. C'est devenu la norme, alors qu'en réalité les poils permettent de retenir le peu d'humidité présente pour maintenir une température convenable, et éviter ainsi au corps un besoin trop important de transpiration. Sans poils, on sue donc plus.
Les hommes le font parfois également.

### Épilation du pubis

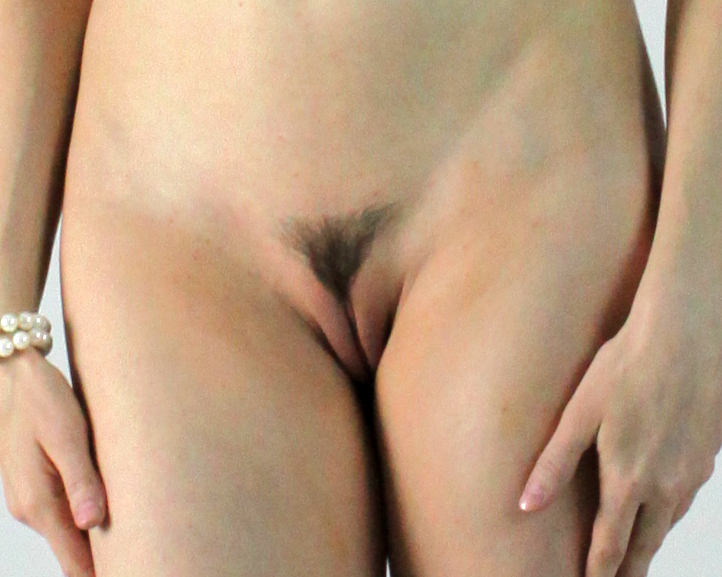
Exemple d'épilation en triangle.

L'épilation du maillot vise à enlever les poils qui dépassent du maillot de bain. De l'Antiquité à nos jours l'épilation du pubis a été pratiquée par les uns et rejetée par les autres.
L'épilation à la brésilienne, notamment, est une épilation assez échancrée, qui ne conserve qu'une mince bande de poils et un petit triangle devant.
Pour l'épilation dite « ticket de métro », « à l'américaine » ou « brésilien », les poils sont supprimés selon des formes plus ou moins recherchées : soit un simple rectangle étroit aux bords très nets, soit d'autres formes pour rendre les poils les plus discrets possible.
Chez les hommes, l'épilation du pubis est utilisée pour faire paraître le pénis plus grand — la base de celui-ci étant totalement dégagée —, ou, par imitation des femmes, pour des raisons dites « esthétiques ».

### Épilation intégrale
L'épilation intégrale ne laisse aucun poil. Il lui est notamment reproché d'appauvrir le poil et de révéler les cicatrices. De nombreuses techniques pour parvenir à cette éradication totale des poils, de l'épilation au laser à l'épilation par électrolyse, qui, en détruisant le bulbe pileux, laissent la peau sans ombres grises dues aux poils sous la peau comme avec les autres méthodes d'épilation.

## Méthodes utilisées
Différentes méthodes existent pour éliminer les poils. Aucune ne met cependant à l'abri des problèmes suscités par l'épilation (risque d'infection, de repousse de poil incarné, de coupures ou de micro-traumatismes notamment).

### Méthodes temporaires
- La pince à épiler

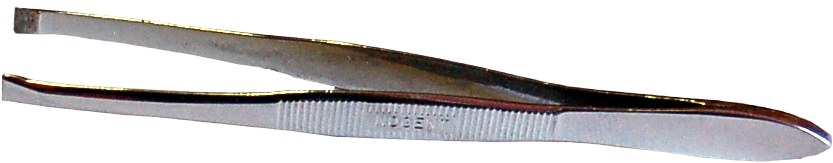
Pince à épiler

Technique ancestrale, l'épilation à la pince demeure la méthode épilatoire la plus populaire[réf. nécessaire] en raison de son caractère simple, rapide, pratique, polyvalent et très économique. La pince à épiler représente l'outil de prédilection pour la finition des sourcils, des aisselles, du maillot et des jambes, tant sa précision reste inégalée. Néanmoins la pince à épiler ne permet pas à un individu de s'épiler de grandes surfaces de peau.
- Le rasoir

Rapide et efficace, le rasoir reste l'un des moyens favoris de coupe des poils [réf. nécessaire]. Parfait pour les jambes et les aisselles, il n'est pas conçu pour l'épilation du maillot.[réf. nécessaire] Il est conseillé d'utiliser de la mousse spéciale pour éviter coupures et dessèchement. Toutefois le rasage doit être très régulier (environ une fois tous les deux jours) et les poils qui repoussent semblent plus durs car ils sont coupés en biseau.
- L'épilateur électrique

Il conjugue les avantages de la pince à épiler (arrachage du poil, gage d'une repousse plus lente) et du rasoir (action sur une large zone, là où la pince arrache un poil à la fois et impose une certaine précision pour arriver à saisir le poil). Moins rapide que le rasoir traditionnel, il est idéal pour les jambes. L'épilateur électrique enroule le poil jusqu'à l'arracher avec son bulbe. Cela reste néanmoins relativement douloureux surtout lors des premières utilisations.
- La cire

Des bandes de cire permettent d'arracher les poils avec leur racine. Elles sont utilisées chaudes ou tièdes pour dilater les pores (ostias folliculaires) de la peau et rendre plus facile et moins douloureux l'arrachage. Elles peuvent aussi être froides. Ses deux principaux inconvénients sont l'inconfort que la personne peut ressentir et l'attente de la repousse de poils pour continuer l'épilation (l'épilation étant efficace lorsque les poils sont longs). Néanmoins avec une application très fine elle est efficace sur des poils très fins. L'épilation à la cire permet une repousse des poils environ trois semaines après et a l'avantage d'être moins douloureuse que l'épilation électrique.
Deux types de cire sont utilisés de nos jours: L'épilation de la cire (température de fusion de la cire 35-40°) et des bandes tissés, ces dernières adhèrent à la peau et englobent les poils grâce à la cire étalé préalablement sur la zone, la cire est étalée avec une spatule réutilisable que l'on peut nettoyer avec du solvant. L'épilation sans bandes est constitué d'une cire qui sèche rapidement au contact de la peau, cette dernière est appliquée avec des spatules en bois réutilisable. Dans les deux cas la cire est arraché le plus rapidement possible dans le sens inverse de la pousse du poil. L'efficacité de la cire chaude pour arracher tous les poils d'une zone provient de sa température, qui ne doit pas être trop froide (car difficile à travailler), ni trop chaude (ce qui la rendrait trop liquide et risquerait de brûler la peau).
- Les crèmes dépilatoires

Des crèmes dépilatoires utilisent un dérivé du soufre pour dissoudre le poil au niveau de la peau et pouvoir l'enlever sans douleur. Cependant, cette méthode nécessite une répétition du geste plus fréquente que l'épilation à la cire puisque la racine du poil n'étant pas arrachée, celui-ci repousse plus vite.
- La tondeuse

Rapide et sans douleur cette méthode coupe les poils au ras de la peau. Elle implique cependant une action régulière, autant que le rasoir. Contrairement à ce dernier, elle n'irrite pas la peau et évite les poils incarnés. Cet appareil a aussi l'avantage, selon le modèle, de pouvoir disposer de sabots pour la taille des poils restants en ce qui concerne le maillot. L'inconvénient est qu'après le passage de la tondeuse, même sans sabot, il reste une petite partie du poil encore visible, le résultat est donc moins net et moins durable qu'avec un rasoir.
- Le fil

Cette méthode est surtout utilisée pour l'épilation du visage, elle consiste à faire un nœud avec un petit fil et à étirer des deux côtés de celui-ci tout en balayant la surface à épiler. Elle est très efficace sur les duvets et retire le poil ainsi que le bulbe et donc permet une repousse lente de celui-ci.

### Méthodes durables
- La lotion épilatoire

Certaines lotions épilatoires, nouvellement mises sur le marché, ont certes le rôle de retirer le poil, mais ont également un rôle inhibiteur sur le bulbe. Elles permettent donc de retarder la repousse du poil, voire de la stopper si l'utilisation du produit est régulière. Cette méthode n'a pas encore fait ses preuves et paraît risquée pour les muqueuses[réf. nécessaire].

### Épilation définitive
L'éradication définitive des poils repose sur deux types de méthodes :
1. La plus ancienne, certains diront même « la plus efficace »[réf. nécessaire] est l'épilation à l'aiguille ou électrolyse. Pratiquée depuis plus d'un siècle, nous avons aujourd’hui[style à revoir] le recul nécessaire pour pouvoir affirmer qu’aucun effet secondaire à long terme n’a été constaté[48].
2. La plus récente est la photo-épilation dont le principe est de détruire le poil grâce à l'énergie de la lumière. Cette technique comprend l'épilation au laser et l'épilation à la lumière pulsée (ou Intense Pulsed Light / IPL).

- L'épilation par haute fréquence

Elle consiste à introduire une aiguille (presque de l'épaisseur du poil) dans le canal pilaire, et un courant de haute fréquence brûle la matrice. Cette méthode était déjà utilisée au début du XXe siècle, seulement c'est le courant galvanique qui était vecteur du résultat. Aujourd'hui grâce aux aiguilles très fines et au courant beaucoup mieux étudié, bien appliquée, elle présente l'avantage d'être radicale dès la première séance, quelle que soit la couleur du poil, sa phase de croissance ou la couleur de peau. Il vaut mieux traiter des poils assez épais qui permettent d'introduire l'aiguille sans blesser le canal pilaire. C'est donc à déconseiller pour les duvets. Cette méthode peut occasionner de micro brûlures cutanées. La cicatrisation est lente (plusieurs semaines) mais ne laisse pas de marque si elle est pratiquée par un spécialiste du corps médical. L'inconvénient majeur est certainement que le traitement s'effectue poil par poil avec un inconfort de douleur parfois important suivant la zone traitée. Les crèmes anesthésiantes sont assez peu opérantes, car elles ont une efficacité d'anesthésie de maximum 3 mm dans le tissu cutané. Or il est courant de pénétrer avec l'aiguille jusqu'à 6 mm. Les zones traitées sont de maximum 10 cm2 par séance, si la densité pileuse est importante[source secondaire souhaitée].
Malgré ces nombreux inconvénients, cela reste la méthode à conseiller pour les peaux et zones du corps non compatibles avec le laser ou lorsque les autres techniques se sont montrées inefficaces. 
- L'épilation laser

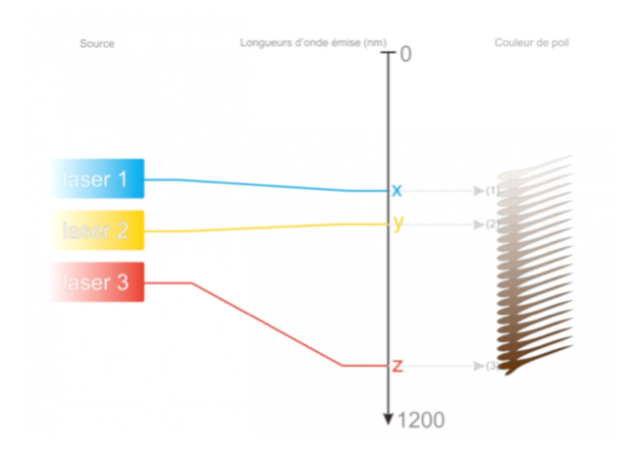
Longueur d'onde utilisée dans la technique du laser.

Un laser stérilise les zones traitées en les chauffant, par un phénomène de thermo-coagulation. C'est la mélanine contenue dans le bulbe qui absorbe l’énergie du laser. L'idée est d'augmenter la température du bulbe et de la matrice au-delà du seuil de coagulation cellulaire (au minimum 150 °C) tout en évitant de produire la moindre lésion sur la peau. Ce mécanisme est celui de la « photo-thermolyse sélective ». Un laser n'émet qu'une seule longueur d'onde (généralement 755 nm, 810 nm ou 1 064 nm). Tout comme l'épilation électrique, l'épilation au laser est pratiquée par un spécialiste du corps médical. Cette technique est à pratiquer avec précaution car elle est susceptible de provoquer une stimulation paradoxale, notamment sur certaines zones du corps (visage, épaules) et certains types de peaux (peaux sombres).
- La lumière pulsée

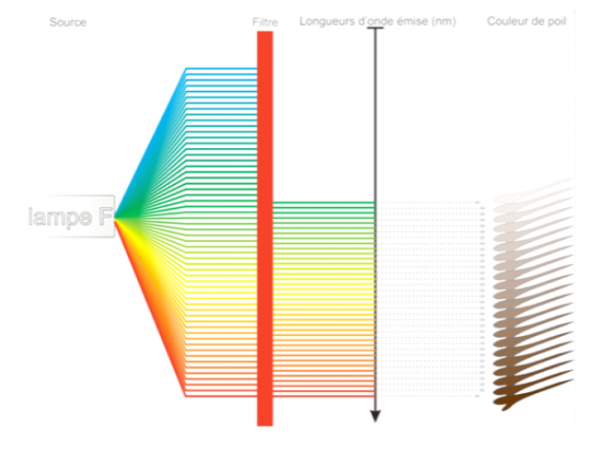
Longueurs d'onde et teinte du poil dans l'épilation à la lumière pulsée.

La lumière pulsée est souvent abusivement confondue avec le laser. L'appareil à lumière pulsée émet une lumière polychromatique, soit une multitude de longueurs d’onde, sélectionnées par un ou plusieurs filtres, s'étendant dans le visible et l'infrarouge (500  à   1 200 nm en général). Cette lumière capte la mélanine du poil, le pigment responsable de sa couleur. Les spécifications du spectre dépendent des fabricants d'appareils.
L'innocuité des appareils varie d'un producteur à un autre[source secondaire souhaitée].
Les méthodes de photo-épilation fonctionnent idéalement avec des poils sombres sur une peau claire. Une peau foncée (par exemple due à un bronzage) peut aussi absorber l'énergie lumineuse, et entrainer chaleur et douleur. Dans ce cas, il faut réduire le niveau d'énergie de l'appareil et/ou utiliser des longueurs d'onde infrarouges[source secondaire souhaitée].
Les méthodes de photo-épilation nécessitent des séances régulières toutes les 3  à   6 semaines (cet intervalle dépendant du cycle pilaire de chaque individu) pendant au moins un an. Il ne faut pas arracher les poils entre deux séances afin de préserver les bulbes pour mieux les éliminer lors de l'application de la lumière.
Contrairement à la cire ou l’épilation électrique, la photo-épilation ne génère pas de poils incarnés (quand le poil pousse sous la peau en prenant un chemin différent de son canal habituel, ce qui induit une inflammation des tissus).

## Bienfaits et méfaits de l'épilation
À ce jour, le rôle précis des pilosités axillaire et pubienne chez l'être humain est discuté.
La présence variable de poils est naturelle et générale chez tous les mammifères terrestres dont l'espèce humaine fait partie.

Dans son essai Du velu au lisse : histoire et esthétique de l'épilation intime, Jean Da Silva écrit à propos de l'épilation masculine : 

« [qu']en perturbant l’ordre distinctif des genres et le schéma selon lequel le masculin est reconnu comme velu et le féminin comme lisse, l’épilation, dans sa version intégrale en particulier, est perçue comme une atteinte aux repères anthropologiques et culturels, et comme une déviance évaluée tantôt négativement, signe d’une dérive des mœurs, tantôt positivement, signe d’une aspiration à la liberté des corps. »

Lors des interventions chirurgicales, il est d'usage de raser le champ opératoire dans le but d'éviter les infections. Cependant, cette pratique n'a pas d'efficacité prouvée et pourrait au contraire être dangereuse,,. Le rasage créant de petites lésions au niveau de la peau le risque d'infections post-opératoires était supposé accru. Le rasage a parfois laissé place à une dépilation à la crème ou bien aux ciseaux ou à la tondeuse, mais si ces méthodes sont plutôt conseillées, la différence sur le risque d'infections n'est pas flagrante, même si l'usage de la tondeuse et de la crème dépilatoire semble moins risqué que celui du rasoir,.
Cependant, l'épilation engendre une irritation de la peau. De plus, les poils servent également de « coussin » et limitent les frottements de la peau avec les vêtements. L'épilation, et notamment concernant la région pubienne chez les femmes, augmente le risque d'IST, d'infections uro-génitales et de mycoses,,,,.